# Jounieh
Jounieh, (arabisch جونية, DMG Ǧūniya), ist eine Stadt im Libanon. Sie hat zusammen mit ihren Vororten rund 350.000 Einwohner und liegt nördlich von Beirut. Noch Mitte des 20. Jahrhunderts war die Stadt ein stilles Fischerdorf. Durch die Nähe zu Beirut und die Lage in der Bucht unterhalb von Harissa, einer christlichen Pilgerstätte, wurde Jounieh jedoch bald ein beliebtes Baugebiet.
Die Bebauung geht entlang der Küstenautobahn nach Süden in die Hauptstadt über, nach Norden erstrecken sich die Strandhotels der gehobenen Kategorie und Wohnhochhäuser übergangslos bis Byblos.

## Bauwerke und Bedeutung
Jounieh ist eine überwiegend von Christen bewohnte Stadt. Das Kloster Bkerke auf einem Hügel im Osten der Stadt ist der Sitz des Patriarchen der Maronitischen Kirche, der größten christlichen Gruppierung im Libanon. In der Stadt ist außerdem die maronitische Heilig-Geist-Universität ansässig.
Mittlerweile haben sich zahlreiche Strandcafes, Bars, Nachtklubs und Luxushotels etabliert. Ein Jachthafen mit einem Stützpunkt der libanesischen Marine gehört zum Stadtbild. Seit 1965 besteht eine Gondelbahn von Jounieh zur Marienstatue von Harissa.
In der Nähe liegt der archäologische Fundplatz Mayruba.